# 伯克自然歷史和文化博物館
伯克自然歷史和文化博物館（英語：Burke Museum of Natural History and Culture）是一座位於美國華盛頓州西雅圖的自然歷史博物館。1899年建立時叫做華盛頓州立博物館（Washington State Museum），歷史更可以追溯到1879年華盛頓地區大學（華盛頓大學的前身）學生成立的一個博物學俱樂部，是華盛頓州最早成立的博物館，收藏有上千萬的人類學、生物學和地理學藏品。

## 歷史
1899年建立時叫做華盛頓州博物館（Washington State Museum），歷史更可以追溯到1879年華盛頓地區大學（華盛頓大學的前身）學生成立的一個博物學俱樂部。1886年俱樂部在華盛頓地區大學內建造了一棟建築專門用來放置其藏品。 
華盛頓大學1895年搬到現址，俱樂部藏品也被搬入丹尼堂（Denny Hall）。1899年華盛頓州議會正式指定丹尼堂為華盛頓州立博物館。

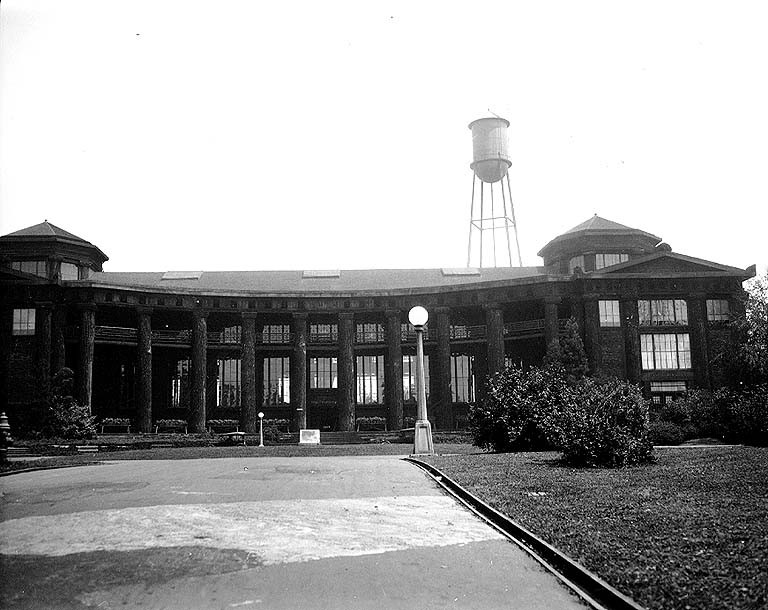
1922年用作博物館大樓的“Forestry Building”

1909年阿拉斯加-育空-太平洋博覽會在西雅圖舉辦，博物館藏品參展。展後藏品搬入“California Building”，但因建築設施問題，博物館不久又搬入“Forestry Building”中。因這棟大樓中又發現有树皮甲虫，1923年至1927年間藏品被分散到校內各個單位中保存。1927年博物館搬入專門為博覽會建造的大樓中。但1957年這棟大樓拆除後，博物館又無處可去。
西雅圖律師、商人托馬斯·伯克（Thomas Burke）在1925年去世，遺孀卡洛琳（Caroline McGilvra Burke）打算為丈夫建造一座紀念性建築。她本人也是一位美國原住民藝術品收藏家，因此提出為博物館出資建設大樓，并以其夫之名命名。新大樓在1964年5月3日啟用。

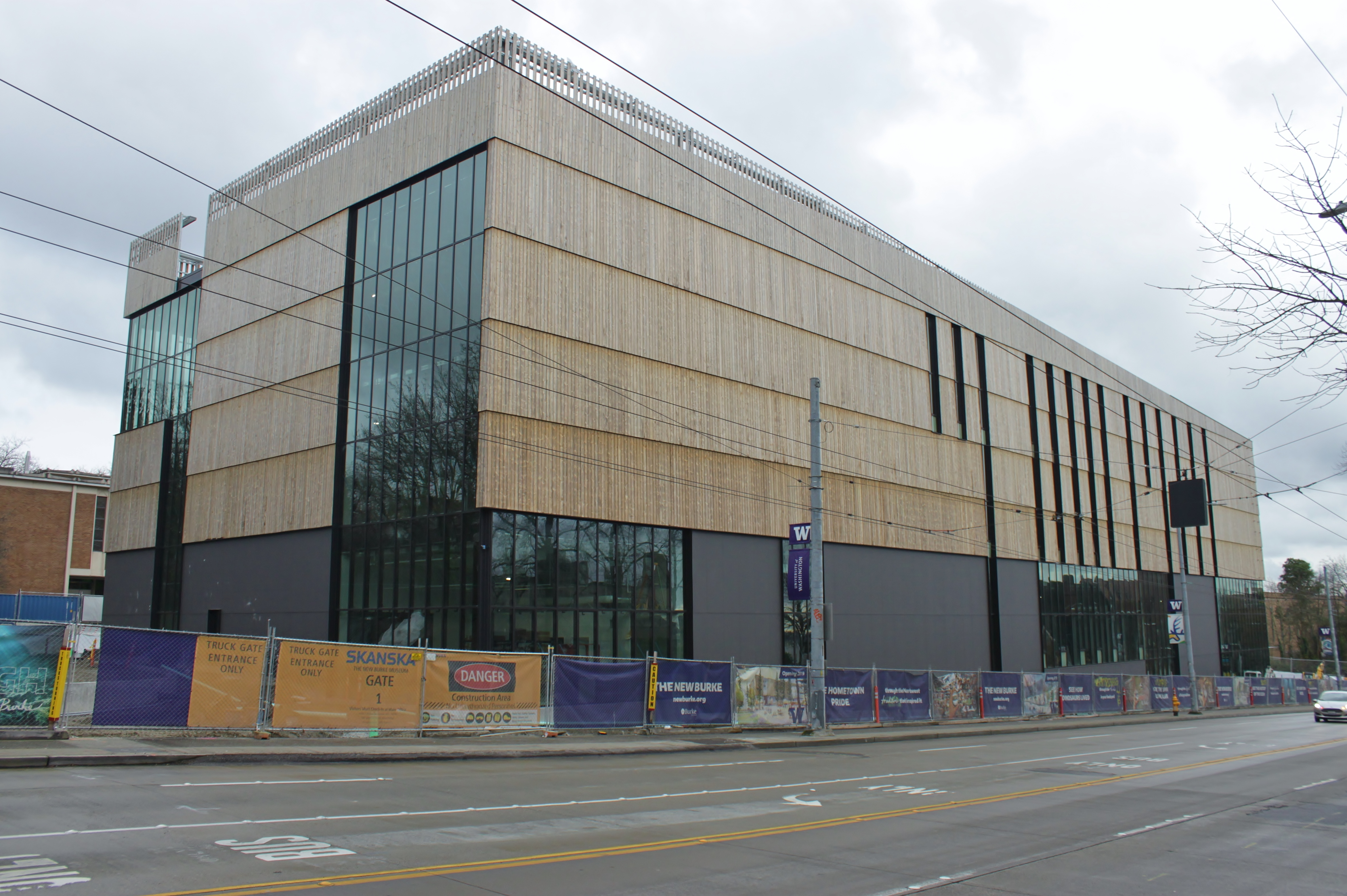
2018年施工中的新館

1996年博物館有打算搬離華盛頓大學，在市中心選一地建造新的博物館大樓。新建築在2018年完工，舊建築在同年年末關閉，并在2019年4月拆除。新館在2019年10月12日對外開放，花費約1.06億美元。